# Lijst van burgemeesters van Wetteren
Dit is een lijst van burgemeesters van de Belgische gemeente Wetteren.
| - ?-1579-?: Pieter Blancquaert - ?-1602-?: Pieter de Mey - ?-1604-?: Baudewijn van den Berghe - ?-1606-?: Joos van der Vaet - ?-1608: Geeraerd de Mey - 1609-?: Adriaen Michiels - ?-1612-?: Geeraerd Schepens - ?-1614-?: Jan de Clercq - ?-1616-?: Joos Matthys - ?-1619-?: Jaecq van der Eecken - ?-1621-?: Jan Blancquaert - ?-1625-?: Jan de Clercq - ?-1632-?: Jan Blancquaert - ?-1637-?: Pieter de Mey - ?-1641-?: Lieven Michiels - ?-1646-?: Pieter de Mey - ?-1651-?: Gillis Pauwels - ?-1653-?: Jan Broeckaert - ?-1656-?: Pieter Matthijs - ?-1660-?: Jan de Mey - ?-1666: Adriaen Schockaert - 1667-?: Jaek Lammens - ?-1669-?: Adriaen Schockaert - ?-1677: Gillis de Clercq - 1678-?: Adriaen Coppieters - ?-1685-?: Gillis van Lokeren - ?-1687: Ferdinand de Geyter | - 1688: Andries Otte - 1689-?: Jaek de Meester - ?-1691: Andries Otte - 1692-?: Jan Lammens - ?-1695: Jan de Meyere - 1696: Jan de Geyter - 1697-?: Pieter Michiels - ?-1699-?: Pieter Matthijs - ?-1704-?: Adriaen Coppieters - ?-1706: Jan Broeckaert - 1707-?: Jan de Geyter - 1709-?: Frans Braeckman - ?-1711-?: Pieter Michiels - ?-1717: Gillis de Clercq - 1718-?: Jan de Geyter - ?-1720-?: Pieter Michiels - ?-1723: Jan Everaert - 1724: Lieven Jacops - 1725-?: Pieter Matthijs - ?-1727-?: Lieven Corthals - ?-1732: Pieter Matthijs - 1733-?: Lieven Corthals - ?-1736-?: Pieter Matthijs - ?-1740-?: Pieter Scheire - ?-1742-?: Livinus Vispoel - ?-1745-?: Livinus Vergaert | - ?-1748-?: Jan-Baptista Drieghe - ?-1750-?: Geeraerd de Mey - ?-1752: Jan Matthijs - 1753-?: Jan Braeckman - ?-1755-?: Jacob van Uytfanghe - ?-1759-?: Jan-Baptista Drieghe - ?-1763-?: Jan Matthijs - ?-1767-?: Jacob Goethals - ?-1772-?: Jan-Baptista Drieghe - ?-1782-?: Pieter-Frans de Geyter - ?-1789-?: Livin-Ignaes Braeckman - ?-1794-?: Adriaen-Francies De Vuyst - ?-1803-?: Charles Joseph François Vilain XIIII - ?-1809-?- 1822: Adriaan Francies De Vuyst - 1822–1873: Charles Hippolyte Vilain XIIII (Katholieke Partij) - 1873–1879: Constantin Van Cromphaut (Katholieke Partij) - 1879–1891: Abel de Kerchove d'Exaerde (Katholieke Partij) - 1891–1926: Florimond Leirens (Katholieke Partij) - 1927–1957: Joseph du Château (Katholieke Partij) - 1943–1944: Karel Bogaert (oorlogsburgemeester VNV) - 1958–1976: Leon Vuylsteke (CVP) - 1976–1981: Jaak De Graeve (BSP) - 1981–1982: Valère Van Severen (SP) - 1983–1990: René Uyttendaele (CVP) - 1991–2010: Marc Gybels (CD&V) - 2010–2022: Alain Pardaen (CD&V) - 2022–heden: Albert De Geyter (CD&V) |

Brussels Hoofdstedelijk Gewest:
Anderlecht · 
Brussel

Vlaanderen:
Aalst · 
Aarschot · 
Antwerpen · 
 Asse · 
Beernem · 
Bertem · 
Blankenberge · 
Brugge · 
Damme · 
De Haan · 
De Panne · 
Deerlijk · 
Deinze · 
Eeklo · 
Evergem · 
Galmaarden · 
Geraardsbergen · 
Gent · 
Halle · 
Hasselt · 
Herent · 
Herk-de-Stad · 
Herzele · 
Heusden-Zolder · 
Houthalen-Helchteren · 
Ichtegem · 
Kaprijke · 
Knokke-Heist · 
Kortemark · 
Kortenberg · 
Kortrijk · 
Leuven · 
Lichtervelde · 
Lievegem · 
Lokeren · 
Maldegem · 
Mechelen · 
Moerbeke-Waas · 
Ninove · 
Oostende · 
Oostkamp · 
Poperinge · 
Roeselare · 
Ronse · 
Sint-Lievens-Houtem · 
Sint-Niklaas · 
Sint-Truiden · 
Temse · 
Tielt · 
Tienen · 
Tongeren · 
Torhout · 
Veurne · 
Waregem · 
Wellen · 
Wetteren · 
Wichelen · 
Zaventem · 
Zedelgem · 
Zele · 
Zonhoven · 
Zottegem

Wallonië: 
Charleroi · 
's-Gravenbrakel · 
Morlanwelz · 
Ophain-Bois-Seigneur-Isaac · 
Waver